# Koloidno zlato
Koloidno zlato je suspenzija (koloid) čestica zlata fluidu —obično vodi. Boja suspenzije je intenzivno crvena za čestice manje od 100 nm, dok se jedna od nijansi žute javlja kod većih čestica. Usled jedinstvenih optičkih, elektronskih osobina, kao i svojstava molekulskog prepoznavanja nanočestica zlata, one su tema naučnih istraživanja, sa primenama u širokom nizu različitih oblasti, uključujući elektronsku mikroskopiju, elektroniku, nanotehnologiju, i nauku o materijalima.
Osobine i primena nanočestica koloidnog zlata zavisi od oblika čestica. Na primer, štapičaste čestice imaju transverzalni i longitudinalni apsorpcioni pik, i anizotropija oblika utiče na njihovo samoformiranje.

## Sinteza
Nanočestice zlata se mogu formiraju u tečnosti ("tečnim hemijskim metodima") putem redukcije tetrahloroaurat (III) vodonika, mada postoje i naprednije metode. Nakon rastvaranja , rastvor se brzo meša uz dodavanje redukujućeg agensa. To uzrokuje redukciju  jona do neutralnih atoma zlata. Sa formiranjem sve više i više neutralnih atoma zlata, rastvor postaje prezasićen, i zlato postepeno počinje da precipitira u obliku čestica čija veličina je manja od nanometra. Preostali atoma zlata se vezuju za postojeće čestice, i ako se rastvor dovoljno brzo meša, čestice će u znatnoj meri biti uniformne veličine. Da bi se sprečila agregacija čestica, obično se dodaje neka forma stabilišućeg agensa.

## Elektronska mikroskopija
Koloidno zlato i njegovi razni derivati su već dugo vremena u širokoj upotrebi kao kontrastni agensi za biološku elektronsku mikroskopiju. Čestice koloidnog zlata se mogu vezati za mnoge tradicionalne biološke testove, kao što su antitela, lektini, superantigeni, glikani, nukleinske kiseline, i receptori. Čestice različitih veličina se lako razlikuju u elektronskim mikrograifma, što omogućava eksperimenta sa simultanim višestrukim obeležavanjem.